# Håleniusita-(La)
L'håleniusita-(La) és un mineral de la classe dels halurs. Va rebre el seu nom l'any 2004 per Dan Holtstam, Jekabs Grins i Per Nysten en honor del professor Ulf Hålenius, director del departament de mineralogia del Museu Suec d'Història Natural.

## Característiques
L'håleniusita-(La) és un halur, un fluorur de lantani i ceri de fórmula química (La,Ce)OF. Va ser aprovada com a espècie vàlida per l'Associació Mineralògica Internacional l'any 2003. Cristal·litza en el sistema isomètric i sol trobar-se en forma de masses pulverulentes. Segons la classificació de Nickel-Strunz, l'håleniusita-(La) és l'única espècie que pertany a «03.DE - Oxihalurs, hidroxihalurs i halurs amb doble enllaç amb elements de terres rares». És una espècie mineral isostructural amb la fluorita.

## Formació i jaciments
Es troba en cavitats i en zones de lixiviació de ferrial·lanita-(Ce) massiva, íntimament intercrescuda amb cerita-(Ce) i bastnäsita-(La). Sol trobar-se associada a altres minerals com: quars, molibdenita, ferriallanita-(Ce), cerita-(Ce), brochantita, bastnäsita-(La) i minerals del supergrup dels amfíbols. Va ser descoberta l'any 1986 a les mines de Bastnäs, a Riddarhyttan (Västmanland, Suècia). També ha estat descrita als granits de Sörvik, a Jämtland, també a Suècia.